# OUTSIDER (RED WARRIORSの曲)
「OUTSIDER」（アウトサイダー）は、日本のロックバンドであるRED WARRIORSの楽曲。
1986年12月10日に日本コロムビアのBODYレーベルから1枚目のシングルとしてリリースされた。作詞は木暮武彦およびダイアモンド☆ユカイ、作曲は木暮が担当している。ファースト・アルバム『LESSON 1』（1986年）からリカットされたデビュー・シングルであり、フランシス・フォード・コッポラの映画『アウトサイダー』（1983年）からタイトルが名付けられた。マイナー・メロディを乗せたストレートな8ビートのヨーロッパ系のサウンドが取り入れられたメッセージ性の高い楽曲であり、後年作曲者である木暮によってセルフカバーされている。

## 背景
ビートルズからの影響で音楽に強い関心を持っていたダイアモンド☆ユカイは、大学への進学と同時に高校時代の同級生とともに「ホンキートンク・R&R・バンド」を結成。一方でレッド・ツェッペリンからの影響で音楽に関心を持った木暮武彦は、中学3年で初めてバンドを結成。その後大学へ進学した木暮であったが、20歳の時に決意し大学を中退、本格的にバンド活動を開始することとなった。
埼玉県内で行われたアマチュア・バンドが集結するライブにおいて、ユカイは初めて木暮と遭遇する。その後「ホンキートンク・R&R・バンド」を解散したユカイは木暮が所属するバンドの練習に参加するも、「俺、結婚しようと思ってるから、やっぱやめるわ」と告げバンドには参加しなかった。ユカイにバンド参加を断られた木暮はNOKKOたちとともにレベッカを結成、一方でユカイは新しいバンドとして「ハイボルテージ」を結成したが、その後もユカイは結婚するそぶりも見せないまま度々木暮の元を訪れていた。
レベッカのアルバム『VOICE PRINT』（1984年）でメジャー・デビューを果たした木暮であったが、自らが結成したバンドが全く趣向の異なる活動へと変化していくことに耐え切れず、2枚目のアルバム『Nothing To Lose』（1984年）のレコーディング終了後にはノイローゼ状態となり、結果として木暮とドラマーであった小沼達也は1985年1月31日の梅田バナナホール公演を最後にレベッカを脱退することとなった。その後再びバンド結成の提案を木暮から持ち掛けられたユカイは、THE STREET SLIDERSやHOUND DOG、尾崎豊のローディーを担当していた小川清史をベース担当として勧誘し、また木暮とともにレベッカを脱退した小沼が加入したことで4名で「RED WARRIORS」を結成することとなった。

## リリース、アートワーク、音楽性
本作はファースト・アルバム『LESSON 1』（1986年）からのリカットとして、1986年12月10日に日本コロムビアのBODYレーベルから7インチレコードにてリリースされた。本作およびアルバムのジャケットは女性の裸体にタイトルが描かれているものになっているが、これに関してユカイは当時所属していた事務所であるマザーエンタープライズが芸能界のルールを無視していたことも影響したと述べ、本来であれば許されないことであったとも述べている。
本作のタイトルはフランシス・フォード・コッポラの映画『アウトサイダー』（1983年）から拝借された。ユカイによればテーマは「ほろ苦い青春のかおり」であり、後の2001年にユカイはサウンドに関して「とても80年代って感じだけど今聞くと独特だね」と述べている。本作のプロデューサーである宗清裕之によれば「ストレートな8ビートにマイナー・メロディをのせ、しかもひたむきなメッセージ性をもった歌詞」の楽曲であり、デビュー後しばらくはライブにおいて最終曲として演奏されていた。また「ヨーロッパ系のモダンなサウンド傾向がうまくブレンドされた佳曲」であり、レコーディング・エンジニアを担当していたベルリン出身のマイケル・ツィマリングはアルバム『LESSON 1』の中で本作を最も好んでいたという。しかし、当時のRED WARRIORSが売り出そうとしていたキャラクター性や、1970年代ロックの活力を昇華しようとする目標とは趣が異なる楽曲であったため、木暮はアルバムへの収録をためらっていたと宗清は述べている。また、宗清は初期のRED WARRIORSの同タイプの曲として「STILL OF THE NIGHT」（1988年）を挙げているが、後年レコーディングされた際に大幅にアレンジが変更されたとも述べている。

## カバー
- 木暮 "Shäke" 武彦 - セルフカバー・アルバム『Birthday Song』（2020年）に収録[17][18]。

## シングル収録曲
- シングルレコード付属の歌詞カードに記載されたクレジットを参照[19]。

| 全作詞・作曲: 木暮武彦、ダイアモンド☆ユカイ、全編曲: RED WARRIORS。 |                     |                                 |                                 |      |
| #                                                                   | タイトル            | 作詞                            | 作曲・編曲                      | 時間 |
| 1.                                                                  | 「OUTSIDER」        | 木暮武彦 、 ダイアモンド☆ユカイ | 木暮武彦 、 ダイアモンド☆ユカイ | 5:05 |
| 2.                                                                  | 「BLUE BOY'S BLUE」 | 木暮武彦 、 ダイアモンド☆ユカイ | 木暮武彦 、 ダイアモンド☆ユカイ | 4:50 |
| 合計時間:                                                           | 合計時間:           | 9:55                            |                                 |      |

## スタッフ・レクジット
- シングルレコード付属の歌詞カードに記載されたクレジットを参照[19]。

### RED WARRIORS
- 田所 “ダイアモンド☆ユカイ” 豊 - ボーカル、ハープ、ギター
- 木暮 "Shäke" 武彦 - ギター、コーラス
- 小川清史 - ベース、コーラス
- 小沼達也 - ドラムス、パーカッション、コーラス

## 収録アルバム
- 『LESSON 1』（1986年）
- 『RED SONGS』（1989年）
- 『Re:Works』（2001年） - セルフカバー・バージョンを収録。
- 『LIVE“LESSON21”』（2007年） - ライブ・バージョンを収録。
- 『RED WARRIORS BEST 1999-2003』（2017年） - セルフカバー・バージョンを収録。